# Caravia
Caravia település Spanyolországban, Asztúria autonóm közösségben. Caravia Colunga, Parres és Ribadesella községekkel határos. Lakosainak száma 492 fő (2024).

## Népesség
A település népessége az utóbbi években az alábbiak szerint változott:
| Lakosok száma | 594  | 565  | 578  | 536  | 520  | 506  | 472  | 477  | 508  | 492  |
|               | 2001 | 2004 | 2007 | 2009 | 2012 | 2014 | 2017 | 2019 | 2022 | 2024 |